# Дан државности Србије
Дан државности Србије — Сретење је државни празник Србије који се прославља 15. и 16. фебруара, а установљен у спомен на дан када је на збору у Орашцу 1804. године дигнут Први српски устанак, као дан сећања на почетак Српске револуције, и такође се прославља као Дан уставности Србије у спомен на дан када је у Крагујевцу 1835. године издат и заклетвом потврђен први Устав Књажевства Србије — Сретењски устав. Овај датум је најбитнији датум у политичком, културном и историјском календару Србије.
Дан државности Србије се славио до настанка Краљевине Срба, Хрвата и Словенаца, након чега је укинут. Као државни празник у Републици Србији обновљен је 10. јула 2001, а слави се од 15. фебруара 2002. године. У периоду од 1990. до 2001. Дан државности Србије славио се 28. марта, у знак сећања на 28. март 1989. када је Скупштина СР Србије усвојила амандамне на Устав СР Србије и знатно смањила овлашћења аутономних покрајина. У периоду од 1945. до 1990. као једини републички празник у СР Србији обележаван је Дан устанка народа Србије, који је такође укинут 2001. године.
Хронолошки:
- На Сретење 1804. године је почео Први српски устанак, и
- На Сретењској скупштини 1835. донет Устав Књажевства Србије, први устав Србије, један од најмодернијих, најдемократскијих и најлибералнијих устава свог доба. Њиме је Србија прва на Балкану укинула феудализам, што представља најисточнији утицај Француске револуције.[4][5]

## Занимљивости

### Гугл
Веб-претраживач Гугл је честитао Србији дан државности, на свом српском домену 2012, 2013, 2014, 2015, 2016, 2017, 2018, 2019, 2020 и 2021. и 2023. године на пригодан начин.

### Фејсбук
Друштвена мрежа Фејсбук је први пут честитала Србији дан државности 2016. године на прикладан начин чиме се придружила интернет претраживачу Гуглу који то чини сваке године од 2012. када је то први пут учинио.

### Манекен Пис
У част обележавања Дана државности Србије, Манекен Пис, симбол града Брисела, обучен је у шумадијску народну ношњу.
Од 2011. године, у част обележавања Дана државности Србије, симбол града Брисела облачи се шумадијску националну ношњу. Манекен Пис, иначе, има 917 различитих костима, а увек га облачи само једна особа — званична гардероберка. Бронзана статуа из 18. века висока је 60 цм, а настала је по легенди о дечаку који је спасао Брисел тако што је урином угасио фитиљ који је требало да дигне у ваздух зидине града.